# Кејв-Ин-Рок (Илиноис)
Кејв-Ин-Рок (енгл. Cave-In-Rock) град је у америчкој савезној држави Илиноис.

## Демографија
По попису из 2010. године број становника је 318, што је 28 (-8,1%) становника мање него 2000. године.
| Група             | 2000.       | 2010.       |
| Белци             | 337 (97,4%) | 298 (93,7%) |
| Афроамериканци    | 0 (0,0%)    | 0 (0,0%)    |
| Азијати           | 0 (0,0%)    | 1 (0,3%)    |
| Хиспаноамериканци | 7 (2,0%)    | 10 (3,1%)   |
| Укупно            | 346         | 318         |